# Mo Farah
Mohamed Muktar Jama Farah (nacido como Hussein Abdi Kahin; Somalilandia, 23 de marzo de 1983) es un atleta británico de origen somalí, especializado en carreras de larga distancia. Ha sido campeón olímpico, mundial y europeo de 5000 y 10 000 metros. En 2013 se le condecoró con la Orden del Imperio Británico y el Knight Bachelor en 2017 por su contribución al atletismo.

## Biografía
Mo Farah nació el 23 de marzo de 1983 en Somalilandia, al norte de Somalia, con el nombre de Hussein Abdi Kahin. Cuando tenía 4 años, su padre Abdi falleció durante una guerra civil y fue separado de su madre. A los 9 años, una red de trata de personas le llevó ilegalmente al Reino Unido a través de Yibuti, con una partida de nacimiento falsa que correspondía a otro niño llamado Mohammed Farah. Aunque él pensaba que viviría con unos parientes en Hounslow, al oeste de Londres, la mujer  que le había acogido le obligó a trabajar como asistente doméstico.
Cuando cumplió 12 años fue escolarizado en el Feltham Community College. Allí fue descubierto por su profesor de educación física, Alan Watkinson, quien se enteró de la situación irregular del muchacho y contactó con los servicios sociales para que le asginaran otra familia de acogida somalí. Watkinson también le animó a practicar atletismo y en julio del 2000 le ayudó a solicitar la nacionalidad británica, concedida bajo el nombre de Mohammed Farah. A pesar de que su situación ya estaba regularizada, Farah no dio a conocer la historia de sus orígenes hasta julio de 2022, en una entrevista para un documental de la BBC. El atleta ha recuperado el contacto con su familia de Somalilandia y les ha ayudado económicamente.

## Trayectoria
Farah era un buen jugador de fútbol y lanzador de jabalina, pero pronto se hizo patente que era un corredor de calidad. Fue cinco años seguidos campeón inglés juvenil de cross y en 2001 fue subcampeón júnior europeo de la disciplina.
Saltó a la fama en la temporada de 2006, con una marca de 13:09,40 en los 5000 m, el segundo mejor tiempo de la historia en el Reino Unido, por detrás de David Moorcroft. Un mes más tarde ganó en la misma distancia la medalla de plata en el Campeonato Europeo de Atletismo de 2006 celebrado en Gotemburgo y al final de la temporada se proclamó también campeón de Europa de cross.
En 2007 ocupó el sexto puesto en la distancia de 5000 m en el Campeonato Mundial de Osaka. En el Campeonato Mundial de Atletismo en Pista Cubierta de 2008 celebrado en Valencia, también consiguió el sexto puesto en la distancia de 3000 m, y en los Juegos Olímpicos de 2008 de Pekín no pasó a la final.
En el invierno de 2008 se encontraba en buena forma consiguiendo la plata en diciembre en el Campeonato de Europa de Cross. En febrero de 2009 marcó el récord británico de 3000 m en pista cubierta que hasta entonces estaba en manos de Steve Cram, y en marzo se proclamó campeón europeo en pista cubierta en la misma distancia.
En el Campeonato Mundial de Atletismo de 2009 celebrado en Berlín acabó séptimo en la distancia de 5000 m Dos meses más tarde ganó en la Great South Run sobre 10 millas con un tiempo de 46:25 m, el tercer británico más rápido de la historia en esa distancia.
En el Campeonato Europeo de Atletismo de 2010 celebrado en Barcelona venció en las disciplinas de 5000 m y 10 000 m.
En el Campeonato Mundial de Atletismo de 2011 fue medalla de oro en 5000 m y de plata en 10 000 m.
Fue elegido mejor atleta de Europa en la Gala del Atletismo Europeo celebrada el 15 de octubre de 2011 en Arona (Tenerife).
En el Campeonato Europeo de Atletismo de 2012 fue medalla de oro en 5000 m.
En los Juegos Olímpicos de Londres 2012, obtuvo la medalla de oro en la prueba de 10 000 metros con un tiempo de 27:30.42.
 y también medalla de oro en la distancia de 5000 metros con un tiempo de 13:41.66.
El 19 de julio de 2013 batió el récord de Europa de los 1500 metros con tiempo de 3:28,81, que estaba en posesión de Fermín Cacho desde hacía 16 años. El 10 de agosto de ese mismo año se proclamó campeón del mundo de los 10 000 metros al vencer en la final del Mundial de Moscú. El 16 de agosto ganó la prueba de los 5000 metros, convirtiéndose en el segundo atleta, después de Kenenisa Bekele, en hacer un doblete en 5000 m y 10 000 m en unos juegos olímpicos y en un mundial.
Se proclamó campeón del mundo de los 5000 m en el Campeonato Mundial de Atletismo de 2015, en Pekín.
Farah reside en Eugene y lo entrena Alberto Salazar. Es seguidor del Arsenal F.C..
En las Olimpiadas de Río 2016, se alzó con la medalla de oro en los 5.000 y en los 10.000 metros.
Se proclamó campeón del mundo de los 10 000 m en el Campeonato Mundial de Atletismo de 2017, en Londres.

## Mejores marcas personales
- 800 m: 1:48,69 m, 3 de agosto de 2003,  Eton, Reino Unido
- 1.500 m: 3:28,81 m, 19 de julio de 2013,  Mónaco
  - Halle: 3:40,57 m, 15 de febrero de 2009,  Sheffield, Reino Unido
- 1 milla: 3:56,49 m, 6 de agosto de 2005,  Londres, Reino Unido
- 2.000 m: 5:06,34 m, 9 de marzo de 2006,  Melbourne, Australia
- 3.000 m: 7:32,62 m, 5 de junio de 2016,  Birmingham, Reino Unido
  - Halle: 7:34,47 m, 21 de febrero de 2009,  Birmingham, Reino Unido
- 5.000 m: 12:53,11 m, 10 de julio de 2010,  Mónaco
- 10.000 m: 26:46,57 m, 5 de junio de 2011,  Eugene, Estados Unidos
- Una hora: 21.330 m, 4 de septiembre de 2020,  Bruselas, Bélgica
- 10-km-ruta: 27:44 m, 31 de mayo de 2010,  Londres, Reino Unido
- Media maratón: 59:07 m, 8 de septiembre de 2019,  Newcastle, Reino Unido
- Maratón: 2:05:11, 7 de octubre de 2018,  Chicago, Estados Unidos